# Juan de Vergara (maître verrier)
Pour les articles homonymes, voir Juan de Vergara.
Juan de Vergara est un maître verrier, peintre et sculpteur espagnol actif à Tolède, probablement né et mort à Tolède au XVIe siècle.

## Biographie
Juan est le fils de Nicolás de Vergara le Vieux et de Catalina de Colonia. Il est né au moment où son père s'installe à Tolède pour travailler sur les vitraux de la cathédrale, en 1542. Il est le frère de Nicolás de Vergara le Jeune (Nicolás de Vergara el Mozo) et son cadet.
Il s'est formé comme son frère Nicolás de Vergara le Jeune dans l'atelier de son père. Il est resté sous l'influence de son père jusqu'à sa mort en 1574. Il est difficile, dans cette période, de séparer ses travaux de ceux de son père. Après la mort de son père, en 1574, il a, avec son frère, continué la réalisation des vitraux dans la cathédrale de Tolède. Il y a travaillé jusqu'en 1590.
Avec son père et son frère, il a réalisé dans le style dorique les deux pupitres, ou lutrins, en bronze situés dans le chœur de la cathédrale de Tolède. Les bas-reliefs représentent des scènes de l'Ancien Testament et du Nouveau Testament. Ils ont été terminés en 1570.
Il a assisté à la mort du peintre Juan Fernández Navarette et a été le témoin des actes qui ont servi à valider son testament.